# Sven Daske
Sven Daske (* 12. März 1977 in Berlin) ist ein deutscher Karambolagespieler in den Disziplinen Freie Partie, Cadre, Einband und Dreiband. Er wurde 1997 Europameister in der Freie-Partie-Europameisterschaft der Junioren und ist vielfacher Deutscher Meister in verschiedenen Disziplinen.

## Karriere

### Anfänge
Zum Billard kam Sven Daske durch die Heinrich-Mann-Oberschule in Berlin-Neukölln. Hier standen verschiedene Billardtische. Am meisten begeisterte ihn das Karambolbillard. In den Ferien hatte er aber keine Möglichkeit zum Spielen und so schloss er sich am 1. Oktober 1990 dem Billardclub Weiß-Rot-Weiß an. Auf diversen Berliner Meisterschaften zeigte er sein Talent und hatte erste Erfolge. Im Jahr 1993 gewann er in Bottrop seinen ersten nationalen Titel bei der Deutschen Jugendmeisterschaft in der Freien Partie.

### Mannschaftsspiele
Ein Jahr später meldete der Verein Empor Brandenburger Tor Berlin (EBT Berlin) eine Mannschaft in der 2. Bundesliga Karambolage Mehrkampf an und holte Sven Daske in die Mannschaft. Gleich im ersten Jahr belegte der EBT Berlin den zweiten Platz. Ein Jahr später wurden die Mannschaft Meister in der 2. Bundesliga und stieg in die 1. Bundesliga auf. Nach Platz vier im ersten Jahr wurde die Mannschaft mit Sven Daske dreimal Dritter. Danach zog der EBT die Mannschaft aus der Bundesliga zurück und Daske erhielt ein lukratives Angebot vom BC Hilden 1935. Hier spielte er sechs Jahre und wurde dreimal Meister, zweimal Zweiter und einmal Dritter. Da dann der Hauptsponsor verstarb, fehlten dem Verein die finanziellen Mittel, und die starke Mannschaft löste sich auf. Sven Daske schloss sich danach dem TuS Kaltehardt an und spielte weiter in der 1. Mehrkampf-Bundesliga und wurde auf Anhieb Dritter. In der Saison 2008/09 bekam er ein Angebot aus den Niederlanden, um dort in der höchsten Mehrkampf-Liga (Ehrendivision Topteam) zu spielen. Hier belegte er mit seiner Mannschaft J+B Küpers den zweiten Platz.

### Einzelturniere
Parallel zu den Mannschaftsspielen spielte Sven Daske auch viele Einzelturniere. Bei mehreren Deutschen Meisterschaften im Junioren- und im Seniorenbereich gewann er diverse Titel. Der Höhepunkt war der 14. Dezember 1997, als er im niederländischen Lichtenvoorde Europameister bei den Junioren wurde. Im Jahr 2003 zog Sven Daske aus beruflichen Gründen nach Hamburg und schloss sich der Billardgemeinschaft Hamburg (BG Hamburg) an. In der Zeit errang er viele Norddeutsche Meisterschaften und gewann für seinen neuen Verein zwei nationale Titel. Da seine damalige Partnerin, ebenfalls Billardspielerin, aus dem Saarland kam, spielte er die nächsten Meisterschaften für den Billardclub Schiffweiler. Seit der Saison 2013/14 spielt er für den SCB Langendamm.

## Erfolge
- Freie-Partie-Europameisterschaft der Junioren:  1997
- Cadre-47/2-Europameisterschaft:  2023,  2013
- Cadre-71/2-Europameisterschaft:  2019
- Deutsche Freie-Partie-Meisterschaft:  2006/07[3], 2010/11, 2011/12, 2012/13, 2013/14, 2016/17, 2018/19, 2019/20, 2021/22, 2022/23, 2023/24, 2024/25  1999/00, 2000/01, 2008/09, 2009/10, 2014/15, 2015/16, 2017/18  2007/08
- Deutsche Cadre-47/2-Meisterschaft:  2004/05[4], 2013/14, 2014/15, 2018/19, 2019/20, 2021/22, 2022/23, 2023/24, 2024/25  2005/06, 2006/07, 2011/12, 2015/16  2003/04, 2008/09, 2009/10, 2010/11, 2016/17, 2017/18
- Deutsche Cadre-71/2-Meisterschaft:  2012/13, 2014/15, 2015/16, 2019/20, 2021/22, 2022/23, 2023/24, 2024/25  2005/06, 2007/08, 2018/19  2006/07, 2008/09, 2009/10, 2010/11, 2013/14, 2016/17
- Deutsche Einband-Meisterschaft:  2008/09[5], 2016/17, 2017/18, 2018/19, 2019/20, 2023/24  2004/05, 2015/16, 2021/22, 2022/23  2007/08, 2009/10, 2010/11, 2011/12, 2012/13
- Deutscher Meister Mannschaft (Bundesliga):  2002/03, 2003/04, 2006/07